# NGC 2232
NGC 2232 è un ammasso aperto visibile nella costellazione dell'Unicorno.

## Osservazione

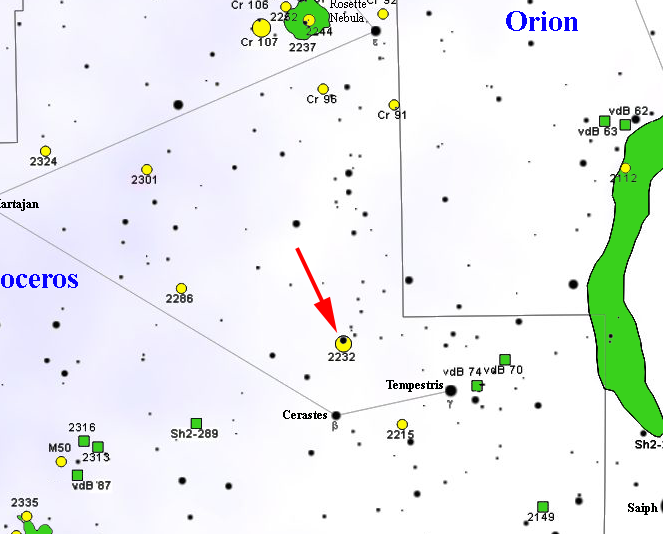
Mappa per individuare NGC 2232.

Non vi sono grosse difficoltà nell'individuare quest'oggetto, sebbene nei dintorni non vi siano stelle luminose; si può provare a cercarlo circa 13 gradi a est della Nebulosa di Orione, oppure circa 3,5° a nordest della stella γ Monocerotis. Appare molto sparso, con le componenti principali disperse su una superficie di mezzo grado e raccolte intorno a due punti distinti, il più meridionale dei quali è il più ricco. Un binocolo 10x50 risolve l'oggetto completamente; la sua stella più luminosa è la 10 Monocerotis, di magnitudine 5,05. Ingrandimenti elevati ottenibili con telescopi di lunga focale non permettono di averne una visione d'insieme.
La declinazione quasi a cavallo dell'equatore celeste di quest'ammasso favorisce leggermente gli osservatori dell'emisfero sud, sebbene si presenti circumpolare solo a partire da latitudini molto elevate; dall'emisfero boreale la sua osservazione risulta penalizzata soltanto dalle regioni situate a elevate latitudini settentrionali ed è osservabile da tutte le aree popolate della Terra. Il periodo migliore per la sua osservazione nel cielo serale è quello compreso fra novembre e aprile.

## Storia delle osservazioni
NGC 2232 venne individuato per la prima volta da William Herschel nel 1784 attraverso un telescopio riflettore da 18,7 pollici; suo figlio John Herschel lo riosservò in seguito e lo inserì poi nel suo General Catalogue of Nebulae and Clusters col numero 1415.

## Caratteristiche
NGC 2232 è un ammasso piuttosto giovane e poco popolato, situato alla distanza di 359 parsec (1170 anni luce); la sua posizione ricade così all'interno del Braccio di Orione, nei pressi del Complesso nebuloso molecolare di Orione e all'interno della Cintura di Gould. Nonostante la piccola distanza angolare, quest'ammasso è molto in primo piano rispetto alla regione nebulosa di Monoceros R2.
L'età dell'ammasso è stimata sui 50 milioni di anni circa e sue componenti più luminose appartengono alla classe spettrale B; a queste si aggiungono alcune stelle di classe A e F e diverse altre di classi inferiori, molte delle quali mostrano un eccesso di radiazione infrarossa a causa della presenza di densi dischi di polveri. Proprio per questa ragione, l'ammasso è stato oggetto di studi per trovare possibili indizi della formazione di pianeti, in particolare attorno alle stelle di classe spettrale A, dove sembra comune la formazione di giganti ghiacciati.